# Siódme poty
Siódme poty (ang. Sweat, 1996) – australijski serial młodzieżowy stworzony przez Johna Rapseya. Wyprodukowany przez Barron Entertainment.

## Emisja
Jego światowa premiera odbyła się 20 kwietnia 1996 r. na kanale Network Ten. Ostatni odcinek został wyemitowany 19 listopada 1996 r. W Polsce serial nadawany był dawniej na kanale RTL 7.

## Opis fabuły
Serial opowiada o losach studentów Akademii Sportowej, którzy zmagają się z codziennymi treningami, które mają być kluczem do sukcesu i zdobycia sławy. Serial przedstawia początki kariery sportowej tych bardziej utalentowanych oraz klęski tych, którzy są za słabi, aby się wybić.

## Obsada
- Melissa Thomas jako Sandy Fricker (wszystkie 26 odcinków)[1]
- Tai Nguyen jako Nhon Huong Tran „Noodle” (26)
- Martin Henderson jako Tom Nash (26)
- Inge Hornstra jako Tatyana „Tats” Alecsandri (26)
- Tahnie Merrey jako Evie Hogan (26)
- Heath Ledger jako Snowy Bowles (26)
- Heath Bergersen jako Stewie Perkins (26)
- Zeke Castelli jako Danny Rodriguez (26)
- Claire Sprunt jako Leila Rasheed (26)
- Paul Tassone jako Don Majors (26)
- Frederique Fouche jako Jenny Forest (26)
- Peter Hardy jako Sid O'Reilly (26)
- Louise Miller jako Sophie Mills (26)
- Quintin George jako Greg Rosso (26)
- James Sollis jako Chris Wheeler (26)
- Gillian Berry jako Norma O'Malley (15)
- Jason Colby jako Alex (4)
- Natalie Saleeba jako Monique Bellenger (4)
- Zach Justin jako Matt (4)
- Rod Nunez jako Rollo (3)
- Toby Schmitz jako Cameron (3)
- Robyn Cruze jako Shelley (2)
- Kathryn O'Sullivan jako dr Franks (2)
- Michael Paget jako Scott Davis (2)